# 山中知彦
山中 知彦（やまなか ともひこ）は、日本の都市計画家・建築家・都市研究者。専門分野は、景観設計・都市デザイン・まちづくり活動支援。住宅や住環境の設計と一定の場所性に立脚した住宅から公共の空間に至る都市設計に取り組む。学位は、工学博士。新潟県立大学教授。日本建築学会会員。日本大学・早稲田大学・埼玉大学・新潟大学など多くの大学などで非常勤講師として、設計教育に携わってきた。

## 略歴
1976年、早稲田大学理工学部建築学科卒業。1983年、東京大学大学院工学系研究科博士課程修了(建築計画学専攻)。
財団法人日本システム開発研究所・副主任研究員（都市計画・設計担当）、一級建築士事務所都市建築研究所代表、株式会社都市建築研究所代表を経て、2009年4月より新潟県立大学教授。

## 作品・実績等
- 熊谷市市役所通線設計（2000年）、グッドデザイン賞、彩の国さいたま景観賞受賞
- 西野邸と本村邸（2002年）、さいたま市景観賞受賞
- 本太坂下・広場景観設計
- 秩父大宮リンク
- 秩父青田宿旧武毛銀行本店(2006年)
- 吉田町・町民縁起環境づくり
- ヒアシンスハウスの会の活動(2006年）、さいたま市景観賞受賞、日本建築学会作品選集2007掲載
- 種蔵集落再生計画(2008年)、日本建築学会作品選集2010掲載